# Ulota megalospora
Ulota megalospora är en bladmossart som beskrevs av Venturi in Röll 1890. Ulota megalospora ingår i släktet ulotor, och familjen Orthotrichaceae. Inga underarter finns listade i Catalogue of Life.